# Mamma Mia (single)
Pour les articles homonymes, voir Mamma mia.
Mamma Mia est le 1er single de Narsha sorti sous le label NegaNetwork le 20 août 2010 en Corée.

## Liste des titres
| 1. | Mamma Mia (With SunnyHill) (맘마미아)             | 3:20 |
| 2. | Bbi Ri Bba Bba (East4A Club Vocal Mix) (삐리빠빠) | 3:38 |